# Воловодівська сільська рада
| Воловодівська сільська рада — колишній орган місцевого самоврядування у Немирівському районі Вінницької області з адміністративним центром у с. Воловодівка. Сільській раді були підпорядковані населені пункти: - с. Воловодівка - с-ще Шевченка |

## Склад ради
Рада складалася з 14 депутатів та голови.

## Керівний склад сільської ради
| ПІБ                       | Основні відомості                                                                       | Дата обрання | Дата звільнення |
| ------------------------- | --------------------------------------------------------------------------------------- | ------------ | --------------- |
| Запарнюк Іван Михайлович  | Сільський голова, 1954 року народження, освіта, безпартійний                            | 26.03.2006   | 31.10.2010      |
| Сирота Катерина Дмитрівна | Сільський голова, 1970 року народження, освіта середня спеціальна, член Партії регіонів | 31.10.2010   |                 |

Примітка: таблиця складена за даними джерела